# Pristimantis briceni
Pristimantis briceni es una especie de anfibio anuro de la familia Craugastoridae.

## Distribución
Esta especie es endémica del estado de Mérida en Venezuela. Habita entre los 1,600 y 3,300 metros sobre el nivel del mar en la cordillera de Mérida.

## Descripción
El holotipo de Pristimantis briceni mide 43 mm. Esta especie tiene una cara dorsal lisa y una mancha pardo rojiza o marrón rojiza. Una barra oscura conecta sus dos ojos. Una marca en forma de X o chevron a veces está presente en su espalda. Sus miembros tienen rayas oscuras. Su superficie ventral es granular y blanquecina, más o menos manchada o vermiculada en marrón oscuro.

## Etimología
Esta especie lleva el nombre en honor a Salomón Briceño Gabaldón (1826-1912).

## Publicación original
- Boulenger, 1903 : On some batrachians and reptiles from Venezuela. Annals and Magazine of Natural History, sér. 7, vol. 11, n.º 65, p. 481-484[5]